# مخاک مخیتاریان
مخاک نرسیکی مخیتاریان (ارمنی: Մեխակ Ներսիկի Մխիթարյան؛ زادهٔ ۱ آوریل ۱۹۵۱) یک سیاستمدار اهل ارمنستان است که از تاریخ ۱۹۹۰ تا تاریخ ۱۹۹۵ سمت نمایندگی دوره اول شورای عالی جمهوری ارمنستان و بار دیگر از تاریخ ۲۰۰۳ تا تاریخ ۲۰۰۷ سمت نمایندگی دوره سوم مجلس ملی جمهوری ارمنستان را برعهده داشت.

## زندگی‌نامه
در ۱ آوریل ۱۹۵۱ در بامباکاشات به دنیا آمد و از دانشگاه ملی علوم کشاورزی ارمنستان فارغ‌التحصیل شد. واهان مخیتاریان برادر وی می‌باشد.